# Judson (Texas)
Judson é uma comunidade sem personalidade jurídica no Condado de Gregg, Texas, Estados Unidos. De acordo com o Handbook of Texas, a comunidade tinha uma população estimada de 650 em 2000. Faz parte da Área Estatística Metropolitana de Longview, Texas.
Judson está localizado ao longo do Spur 502 (Judson Rd) no norte do condado de Gregg, vários quilômetros ao norte de Longview.
Judson tem uma agência dos correios com o CEP 75660. A educação pública na comunidade é fornecida pelo Distrito Escolar Independente de Longview.

## Clima
O clima nesta área é caracterizado por verões quentes e úmidos e invernos geralmente amenos a frios. De acordo com o sistema de Classificação Climática de Köppen, Judson tem um clima subtropical úmido, abreviado como "Cfa" nos mapas climáticos.